# Isabella Ochichi
Isabella Ochichi (Kenia, 28 de octubre de 1979) es una atleta keniana, especializada en la prueba de 5000 m en la que llegó a ser subcampeona olímpica en 2004.

## Carrera deportiva
En los JJ. OO. de Atenas 2004 ganó la medalla de plata en los 5000 metros, con un tiempo de 14:48.19 segundos, tras la etíope Meseret Defar y por delante de otra etíope Tirunesh Dibaba.